# Municipalità locale di Emalahleni (Mpumalanga)
Emalahleni è una municipalità locale (in inglese Emalahleni Local Municipality) appartenente alla municipalità distrettuale di Nkangala della provincia di Mpumalanga in Sudafrica. 
In base al censimento del 2011 la popolazione residente è di 395 466 abitanti.
Il suo territorio si estende su una superficie di 2.677 km² ed è suddiviso in 32 circoscrizioni elettorali (wards). Il suo codice di distretto è MP312.

## Geografia fisica

### Confini
La municipalità locale di Emalahleni confina a nord e a ovest con quella di Kungwini (Metsweding/Gauteng), a nord con quella di Thembisile, a est con quella di Steve Tshwete, a est, sud e ovest con quella di Govan Mbeki (Gert Sibande) e a ovest con quella di Delmas.

### Città e comuni
- Balmoral
- Boschmans Colliery
- Clewer
- Coalville
- Cologne
- Coronation
- Emalahleni
- Greenside Colliery
- Hlalanikahle
- Ikageng
- Kendal
- Khutala Colliery
- Klarinet
- Klipplaat
- Klippoortjie
- Kriel
- Kromdraai
- KwaGuqa
- Kwaguqa
- Landau Colliery
- Lehlaka Park
- Lekama
- Madressa
- Matla Coal Mine
- Minnaar
- Naauwpoort
- New Largo
- Ogies
- Pambili
- Paxton
- Phoenix Colliery
- Phola
- Pine Ridge
- Reedstream Park
- Rethabile
- Rietspruit Opencast Mine
- Saaiwater
- Soetvelde
- Springbok
- Tavistock Colliery
- Thubelihle
- Travistock
- Travistock South
- Tweefontein
- Vandyksdrif
- Voltargo
- Vosman
- Witbank
- Witbank Consolidated Colliery
- Witcons
- Wolwekrans
- Zaaiwater

### Fiumi
- Olifants
- Rietspruit
- Saalboomspruit
- Steenkoolspruit
- Trichardspruit
- Wilger

### Dighe
- Dooringpoortdam
- Clewerdam
- Graham Dam
- Klipfonteindam
- Phoenix Colliery Mine Dam
- Rietfontein Dam
- Rietspruitdam
- Van Dyksdrif Dam
- Witbankdam